# Brian Graham
Brian Graham, né le 23 novembre 1987 à Glasgow, est un footballeur écossais qui évolue au poste d'attaquant.

## Biographie

### En club
Il inscrit 18 buts en deuxième division écossaise avec le club des Raith Rovers lors de la saison 2012-2013.
Le 19 août 2016, il rejoint l'équipe d'Hibernian.
Le 10 août 2017, il rejoint Cheltenham Town.

## Palmarès
- Hibernian FC
  - Champion de Scottish Championship (D2) en 2016-2017

- Ross County
  - Vainqueur de la Scottish League Cup en 2016
  - Champion de la D2 écossaise en 2019

- Dundee United
  - Finaliste de la Coupe d'Écosse en 2014

### Distinctions personnelles
- Membre de l'équipe-type de la Scottish Championship en 2013,  2022 et 2024